# En Grimm Historie
Happily N'Ever After eller En Grimm Historie er en amerikansk tegnefilm fra producenterne af Shrek, med George Carlin, Sigourney Weaver, Patrick Warburton, Wallace Shawn, Andy Dick, Sarah Michelle Gellar (bedre kendt som Buffy - Vampyrernes Skræk) og Freddie Prinze Jr i hovedrollerne.

## Ekstern henvisning
- Happily N'Ever After på Internet Movie Database (engelsk)
- Happily N'Ever After på Filmdatabasen
- Happily N'Ever After på Scope
- Happily N'Ever After i Svensk Filmdatabas (svensk)
- Happily N'Ever After på AlloCiné (fransk)
- Happily N'Ever After på MovieMeter (nederlandsk)
- Happily N'Ever After på AllMovie (engelsk)
- Happily N'Ever After hos American Film Institute (engelsk)
- Happily N'Ever After hos British Film Institute (engelsk)
- Happily N'Ever After på Turner Classic Movies (engelsk)